# Pfarrkirche Baumkirchen

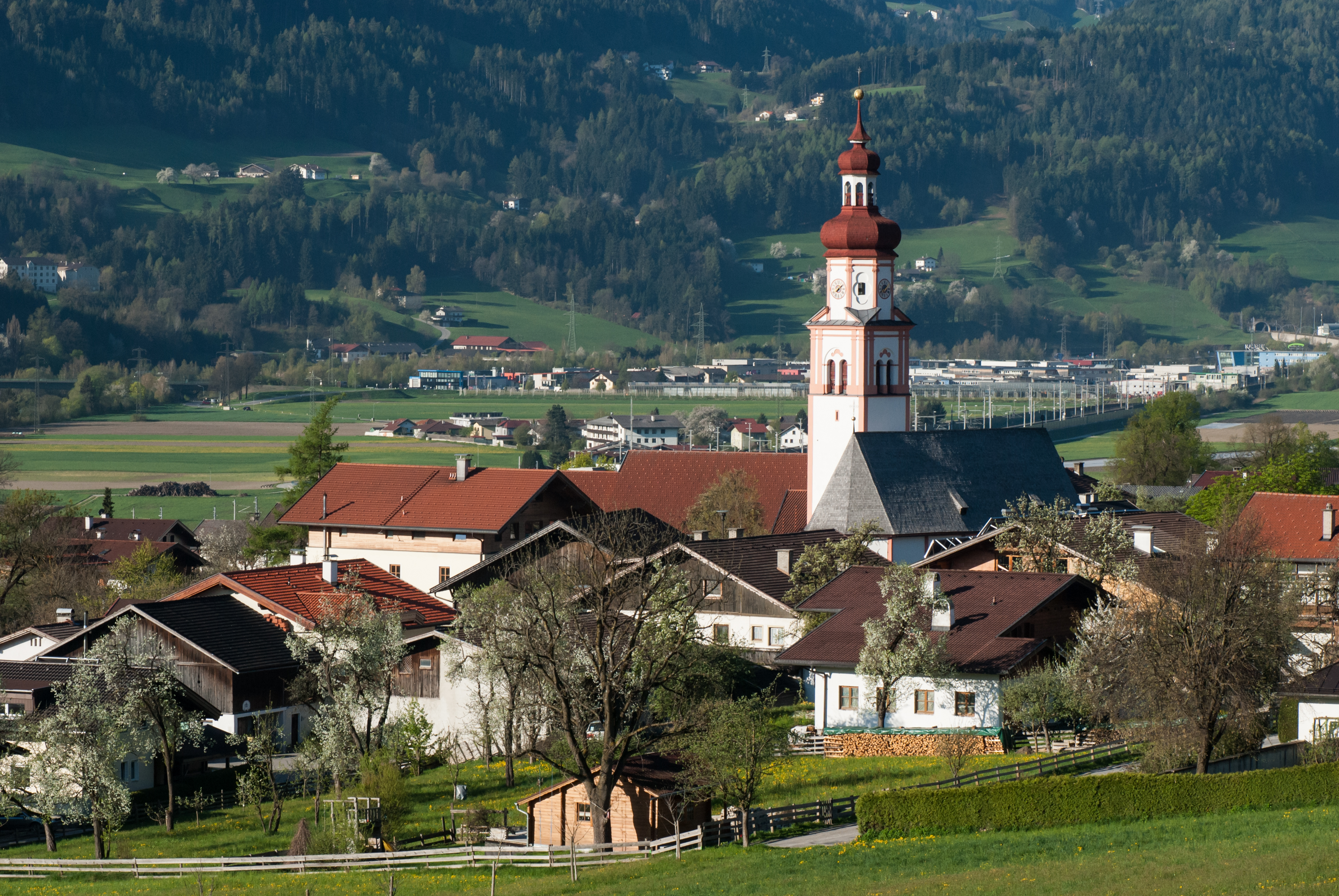
Katholische Pfarrkirche hl. Laurentius in Baumkirchen

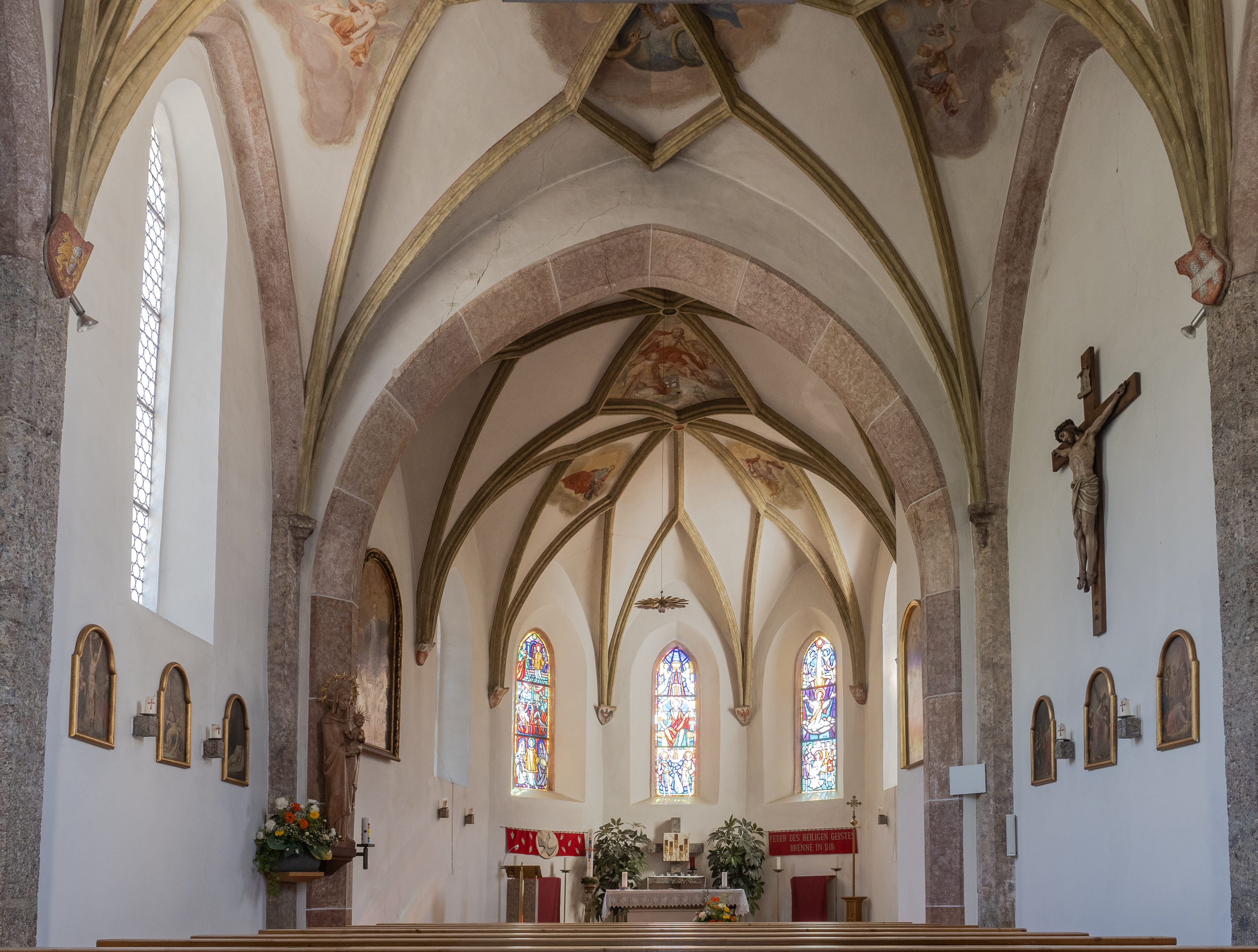
Das Innere der Pfarrkirche

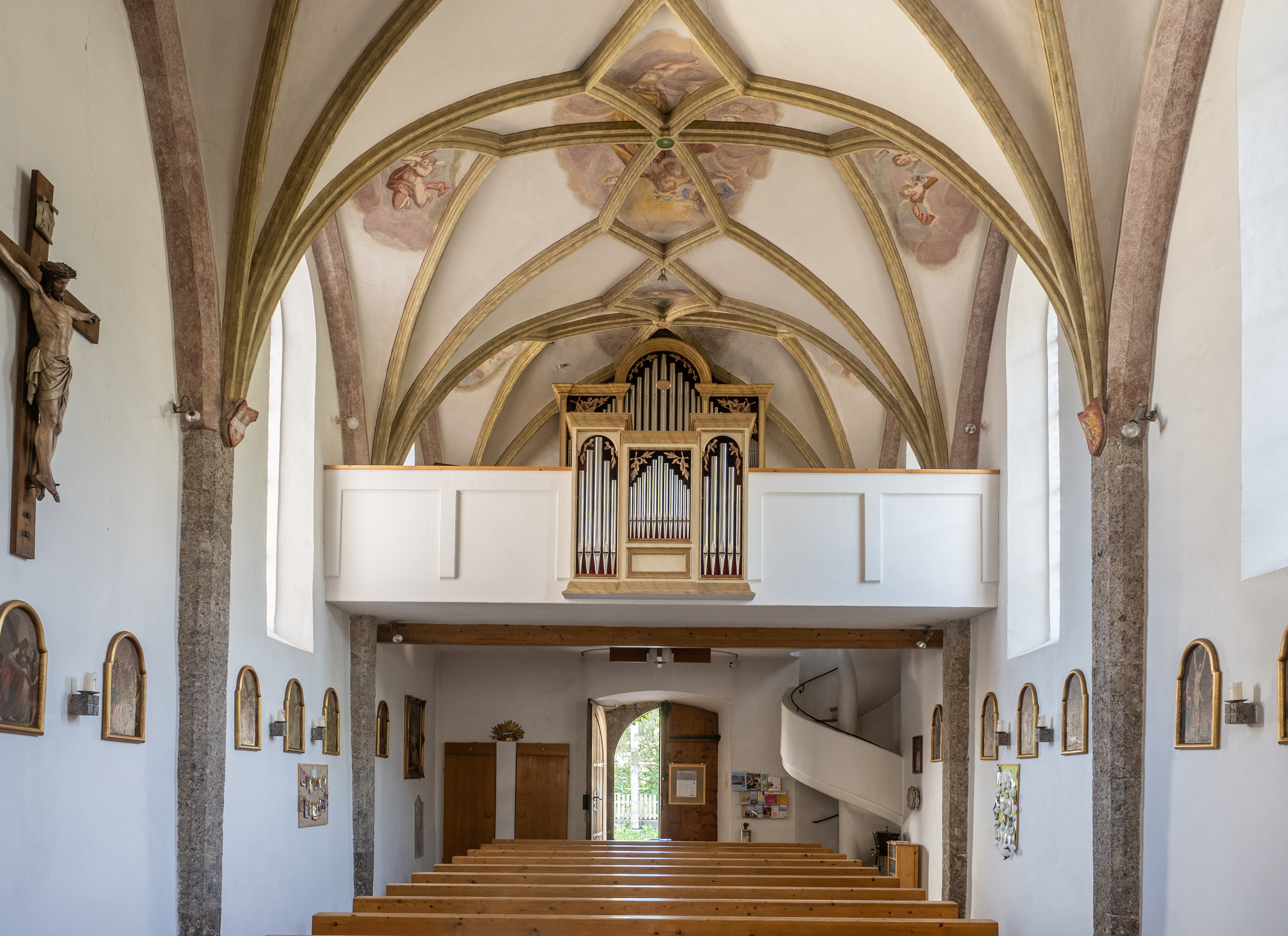
Die Empore mit der Orgel

Die römisch-katholische Pfarrkirche Baumkirchen steht mittig im Dorf der Gemeinde Baumkirchen im Bezirk Innsbruck-Land im Bundesland Tirol. Die dem Patrozinium hl. Laurentius unterstellte Pfarrkirche gehört zum Dekanat Hall in der Diözese Innsbruck. Die Kirche und der Friedhof samt Totenkapelle stehen unter Denkmalschutz (Listeneintrag).

## Geschichte
Urkundlich wurde 1310 eine Kirche genannt. Am Ende des 15. Jahrhunderts erfolgte der spätgotische Neubau der Kirche. Am Ende des 17. und 18. Jahrhunderts wurde die Kirche barockisiert. 1898 erfolgte eine Regotisierung. 1950 und 1970 waren Restaurierungsarbeiten.
Anfangs bestand die Doppelpfarre Mils-Baumkirchen, urkundlich um 1215 genannt, seit 1431 mit Pfarrsitz in Baumkirchen, 1602 wurden Mils und Baumkirchen getrennt eigene Pfarren.

## Architektur
Der spätgotische Kirchenbau mit einem barocken Turm ist von einem Friedhof umgeben, in der Südecke der Friedhofsummauerung steht eine Friedhofskapelle.
Das Kirchenäußere zeigt ein Langhaus unter einem Satteldach, der Chor ist leicht aus der Achse gegen Süden gedreht und damit asymmetrisch polygonal endend, die Fassaden sind mit Dreikantlisenen und einem Kaffgesims gegliedert, nordseitig gibt es am Langhaus einen Strebepfeiler. Der Südturm steht am Chor, das Glockengeschoß hat zwischen Eckpilasterpaaren gekoppelte rundbogige Schallfenster und darüber gesprengte Dreieckgiebel als Überleitung zum Oktogon, welches ionische Eckpilaster und oblong geschweifte Füllungen hat, die Zwiebelhaube trägt eine Laterne mit einer zweiten Haube und einen kurzen eingeschwungenen Spitzhelm. Im Eck zwischen Turm und Langhaus steht eine zweigeschoßige Sakristei aus dem Ende des 17. Jahrhunderts, die Fenster und die Oberlichte des Portals haben einen geschweiften Abschluss. Die gotischen spitzbogigen Fenster des Langhauses und des Chores wurden teils im Barock leicht ausgerundet, teils ist der gestufte gotische Abschluss der Laibung erhalten. Die westliche Giebelfront hat ein spätgotisches Spitzbogenportal, die Sockel sind fein rautenförmig profiliert, das Gewände ist zweifach gekehlt mit einer Stabdurchkreuzung, über der von Rundsäulen getragen offenen Vorhalle befindet sich einen ehemalige Rosette mit gekehltem Gewände und ein Fresko hl. Laurentius von Franz Xaver Fuchs vor 1898.
Das Kircheninnere zeigt ein dreijochiges Langhaus. Der zweijochige Chor schließt mit einem Dreiachtelschluss, nach dem ersten Chorjoch gibt es wegen des einspringenden Turms eine Mauerrückstufung.
Die Glasfenster schuf Fred Hochschwarzer 1970.

## Einrichtung
Der Hochaltar mit einer freistehenden Kastenmensa und einem Tabernakel an der Chorwand entstand 1970.
Die Orgel mit einem neugotischen Prospekt ist mit 1907 bezeichnet und wurde von Reinisch Karl II. gefertigt.